# Yelizaveta Yermoláyeva
Elizaveta Yermolayeva (Unión Soviética, 2 de abril de 1930) fue una atleta soviética especializada en la prueba de 800 m, en la que consiguió ser campeona europea en 1958.

## Carrera deportiva
En el Campeonato Europeo de Atletismo de 1958 ganó la medalla de oro en los 800 metros, llegando a meta en un tiempo de 2:06.3 segundos que fue récord de los campeonatos, por delante de la británica Diane Leather y la también soviética Dzidra Levitska.